# Tjernihiv oblast
Tjernihiv oblast, tidigare även ryska: Tjernigov oblast (ryska: Черниговская область: Tjernigovskaja oblast), ett oblast i regionen Polesien i norra delen av Ukraina. Administrativ huvudstad är Tjernihiv, med cirka 296 000 invånare. Oblastet bildades 1932 i dåvarande Ukrainska SSR i Sovjetunionen. Andra större städer är Snovsk.

## Guvernörer
- Valerij Kulitj, Europeisk solidaritet, 31 mars 2015–30 juli 2018[3]
- Julija Svyrydenko, 30 juli 2018–28 november 2018
- Oleksandr Mysnyk, 28 november 2018–11 juni 2019
- Natalija Romanova, 11 juni 2019–31 oktober 2019
- Andrij Prokopenko, 1 oktober 2019–13 oktober 2020[4]
- Anna Kovalenko, 13 oktober 2020–4 augusti 2021
- Vjatjeslav Tjaus, 4 augusti 2021–

Denna lista hämtas från Wikidata. Informationen kan ändras där.